# 海南FC
海南FC（かいなんエフシー、Kainan Football Club）は和歌山県海南市を本拠地とする総合型地域スポーツクラブである。Jリーグ百年構想クラブの認定を目指している。
本項目ではシニアA（トップチーム）を中心に、主にサッカー部門について記す。

## クラブ概要
2016年現在、シニアA・B・C、レディース、男女ジュニアユース（U-15）、ジュニア（U-12）、スクール（U-10）などのカテゴリが存在し、そのすべてが特定非営利活動法人スポーツ・リパブリック ソラティオーラ和歌山によって運営されている。

## 歴史
- 1971年 海南高校サッカー部OBを中心に創設[2]。
- 1987年 女子チームとして海南FCシャウトが発足[2]。
- 1988年 男子中学生を対象としたジュニアユースチームとして海南FCエンジェルスが発足[2]。
- 1989年 セカンドチームとして海南FCシニアBが発足[2]。
- 1991年 小学4年生の男女を対象に海南FC少年サッカースクールが発足[2]。
- 2001年
  - シニアAが第81回天皇杯全日本サッカー選手権大会に初出場[2]。
  - ユースチームとして海南FCユースが発足[2]。
- 2003年 35歳以上の男子を対象に海南FCシニアCが発足[2]。
- 2004年 ジュニアチームとして海南FCジュニアが発足[2]。
- 2005年 新たな運営法人として特定非営利活動法人 スポーツ・リパブリック・ソラティオーラ和歌山が設立[2]。
- 2006年 ロードランニング部門として「ロードランニング・クラブ アゲイン」と業務提携を結ぶ[2]。
- 2008年 フットサルチームとしてSOLATIORA FUTSAL CLUBが発足[2]。
- 2014年 海南FCシニアBが一年間の活動休止[3]。
- 2016年 女子中学生を対象としたジュニアユースチームとして海南FCシャウトU-15が発足[4]。

## カテゴリ

### シニアA
1971年に発足した海南FCのトップチーム で、和歌山県リーグ1部に所属。リーグ最多18回の優勝を誇っており、天皇杯には2回の出場を果たすなど、和歌山県内随一の実力を誇っている。登録名は海南フットボールクラブ で、将来のJリーグ加盟を目指している。

### シニアB
1989年に発足した海南FCのセカンドチーム。和歌山県リーグ3部に所属。生活の中にサッカーを根付かせ楽しみたい大人と、シニアAを目指す若者のためのチームである。登録名は、2012年まではVIVA海南フットボールクラブ、2013年以降はSOLATIORA WAKAYAMAである。2014年は試合に参加できる選手数の減少からか、活動を休止していた。

### シニアC
2003年に発足した海南FCのサードチーム。対象は35歳以上の男子で、和歌山県シニア40サッカーリーグに所属。登録名は海南フットボールクラブGIOCOSO である。

### レディース
1987年に発足した和歌山県内初の一般女子チーム。関西女子リーグ2部に所属。登録名は海南FCシャウトである。

### ユース (U-18)
2001年に発足した和歌山県内初のクラブユース（U-18）チーム。2009年に活動を休止。

### ジュニアユース (U-15)
ジュニアユースには以下の2つのカテゴリが存在する。

#### 男子
1988年に発足した男子中学生を対象とする和歌山県内初のクラブユース（U-15）チーム。高円宮杯U-15サッカーリーグ和歌山県3種ステップリーグに所属。登録名は海南FCエンジェルスである。

#### 女子
2016年に発足した女子中学生を対象とした海南FCシャウトのクラブユース（U-15）チーム。正式名称は海南FCシャウトU-15である。

### ジュニア (U-12)
ジュニアには以下の2つのカテゴリが存在する。

#### 海南FCソラティオーラ
2011年に発足した海南FCのジュニアチーム。バレンシアCFジャパンフットボールスクールの校長や、セレッソ大阪ユースの監督を務めた経験を持ち、現在は海南FCテクニカルアドバイザーを務める中谷吉男が指導している。海南FCジュニアと同じく、こくみん共済U-12サッカーリーグ海南海草ブロックに所属している。

#### 海南FCジュニア
2004年に発足した海南FCのジュニアチーム。対象は小学5・6年生の男女で、海南FCソラティオーラと同じく、こくみん共済U-12サッカーリーグ海南海草ブロックに所属している。

### スクール
1991年に発足した海南FCのサッカースクールで、U-10チームとU-8チームに分かれている。対象は小学4年生までの男女で、海南FCソラティオーラ・海南FCジュニアで活動すること以外のニーズを持っている人。正式名称は海南FC少年サッカースクールである。

### フットサル
2008年に発足した海南FCのフットサルチーム。2016年は和歌山県フットサルリーグ1部に所属しており、登録名はSOLATIORA FUTSAL CLUB である。
その他、ロードランニング部門やドッジボール部門、トレイルウォーキング部門が存在する。

## 戦績 (シニアA)

### リーグ戦
| 年度 | 所属        | 順位 | 勝点 | 試合 | 勝 | 分 | 敗 | 得 | 失 | 差  | 天皇杯     |
| 2001 | 和歌山県1部 |      |      |      |    |    |    |    |    |     | 2回戦敗退  |
| 2002 | 和歌山県1部 | 優勝 |      | 9    |    |    |    |    |    |     | 県予選敗退 |
| 2003 | 和歌山県1部 | 4位  | 16   | 9    |    |    |    |    |    |     | 県予選敗退 |
| 2004 | 和歌山県1部 | 優勝 |      | 7    |    |    |    |    |    |     | 県予選敗退 |
| 2005 | 和歌山県1部 | 優勝 | 21   | 8    | 7  | 0  | 1  |    |    | 12  | 県予選敗退 |
| 2006 | 和歌山県1部 | 2位  | 21   | 8    | 7  | 0  | 1  |    |    | 24  | 県予選敗退 |
| 2007 | 和歌山県1部 | 優勝 | 22   | 8    | 7  | 1  | 0  |    |    | 23  | 県予選敗退 |
| 2008 | 和歌山県1部 | 優勝 | 24   | 8    | 8  | 0  | 0  | 23 | 5  | -18 | 1回戦敗退  |
| 2009 | 和歌山県1部 | 2位  | 21   | 9    | 7  | 0  | 2  | 33 | 9  | 24  | 県予選敗退 |
| 2010 | 和歌山県1部 | 2位  | 20   | 9    | 6  | 2  | 1  | 40 | 10 | 20  | 県予選敗退 |
| 2011 | 和歌山県1部 | 2位  | 13   | 6    | 3  | 1  | 2  | 16 | 7  | 9   | 県予選敗退 |
| 2012 | 和歌山県1部 | 2位  | 21   | 8    | 7  | 0  | 1  | 28 | 8  | 20  | 県予選敗退 |
| 2013 | 和歌山県1部 | 優勝 | 24   | 10   | 7  | 3  | 0  | 18 | 5  | 13  | 県予選敗退 |
| 2014 | 和歌山県1部 | 優勝 | 26   | 10   | 8  | 2  | 0  | 31 | 8  | 23  | 県予選敗退 |
| 2015 | 和歌山県1部 | 2位  | 24   | 10   | 8  | 0  | 2  | 48 | 11 | 37  | 県予選敗退 |
| 2016 | 和歌山県1部 | 優勝 | 30   | 10   | 10 | 0  | 0  | 58 | 8  | 50  | 県予選敗退 |
| 2017 | 和歌山県1部 | 優勝 | 24   | 10   | 8  | 0  | 2  | 50 | 11 | 39  | 県予選敗退 |
| 2018 | 和歌山県1部 | 優勝 | 25   | 10   | 8  | 1  | 1  | 40 | 8  | 32  | 県予選敗退 |
| 2019 | 和歌山県1部 | 2位  | 23   | 10   | 7  | 2  | 1  | 27 | 10 | 17  | 県予選敗退 |
| 2020 | 和歌山県1部 | 2位  | 12   | 5    | 4  | 0  | 1  | 18 | 5  | 13  | 県予選敗退 |
| 2021 | 和歌山県1部 | 4位  | 10   | 6    | 3  | 1  | 2  | 10 | 6  | 4   | 県予選敗退 |
| 2022 | 和歌山県1部 | 2位  | 19   | 10   | 6  | 1  | 3  | 21 | 21 | 0   | 県予選敗退 |
| 2023 | 和歌山県1部 | 5位  | 8    | 10   | 2  | 2  | 6  | 16 | 19 | -3  | 県予選敗退 |
| 2024 | 和歌山県1部 | 4位  | 10   | 10   | 2  | 4  | 4  | 14 | 20 | -6  | 県予選敗退 |

注釈
1. ↑  本来は9チームが参加する予定であったが、ファンタジスタとクーゲルFCが失格となったため7チームで争うこととなった。

### 天皇杯
- 出場2回（2018年現在）

| 回 | 年月日         | ラウンド | 会場       | 得点         | 対戦相手     | 観客 |
| 81 | 2001年11月25日 | 1回戦    | 橋本市陸   | 1 - 1 4 PK 2 | テイヘンズFC |      |
| 81 | 2001年12月2日  | 2回戦    | 都田       | 6 - 0        | 本田技研     |      |
| 88 | 2008年9月14日  | 1回戦    | 紀三井寺陸 | 0 - 2        | 愛媛大学     | 583  |

### 全国クラブチームサッカー選手権大会
- 出場1回（2018年現在）

| 回 | 年月日         | ラウンド | 会場       | 得点 | 対戦相手       | 観客 |
| 23 | 2016年10月8日  | 1回戦    | 紀三井寺陸 | 5-2  | FC.SIRIUS尾張  | 200  |
| 23 | 2016年10月9日  | 準々決勝 | 桃源郷     | 4-2  | R.K.クラシック | 300  |
| 23 | 2016年10月10日 | 準決勝   | 紀三井寺陸 | 1-3  | いわきFC       | 300  |

## 所属選手・スタッフ (シニアA)
2018年

### スタッフ
| 役職   | 氏名       | 前職                    | 備考         |
| 監督   | 奥野翔     | 海南FC 選手             |              |
| コーチ | 秋月貢     | SOLATIORA WAKAYAMA 選手 | 選手兼コーチ |
| コーチ | 池田佳津宏 | 和歌山紀北蹴球団 選手   |              |
| コーチ | 落合崇司   |                         | 選手兼コーチ |
| コーチ | 嶋田洸介   | 海南FC 選手             |              |
| コーチ | 嶋田凌     | 海南FC 選手             |              |
| コーチ | 鈴木啓治   | Chukyo univ.FC          | 選手兼コーチ |
| コーチ | 東岡伸佳   | 海南FC 選手             |              |
| コーチ | 藪上洋人   | F.C.トリッキー 選手     | 選手兼コーチ |
| コーチ | 山田真喜   | 海南FC 監督             |              |

### 選手
| Pos | No. | 選手名     | 前所属                  | 備考         |
| GK  | 1   | 松下裕城   | 和歌山紀北蹴球団        |              |
| GK  | 12  | 津村陽平   | 各務原BROTHERS          |              |
| GK  | 21  | 鈴木啓治   | Chukyo univ.FC          | 選手兼コーチ |
|     |     |            |                         |              |
| DF  | 2   | 西原潤     | FC.gravatas             |              |
| DF  | 3   | 中谷剛     | アミティエSC京都        |              |
| DF  | 13  | 藪上博人   | F.C.トリッキー          | 選手兼コーチ |
| DF  | 14  | 藤本誠也   | 福岡大学                |              |
| DF  | 15  | 嶋田洸介   | 海南高校                |              |
| DF  | 23  | 今村文俊   | 田辺高校                |              |
|     |     |            |                         |              |
| MF  | 4   | 清水雄司   | 和歌山工業高校          |              |
| MF  | 5   | 東方信道   | 海南高校                |              |
| MF  | 6   | 山﨑大嗣   | 大隅NIFS ユナイテッドFC |              |
| MF  | 7   | 小林大修   | 海南高校                |              |
| MF  | 10  | 桂木啓斗   | 和歌山紀北蹴球団        |              |
| MF  | 11  | 山口翔平   | 高知大学                |              |
| MF  | 15  | 秦啓太     | 流通科学大学            |              |
| MF  | 17  | 福永惇     | FC.gravatas             |              |
| MF  | 19  | 落合崇司   |                         | 選手兼コーチ |
|     |     |            |                         |              |
| FW  | 8   | 東海直樹   | 岸和田クラブ            |              |
| FW  | 9   | 村上雅哉   | 大阪教育大学            |              |
| FW  | 16  | 中尾祥一朗 | モンキー・バナナFC      |              |
| FW  | 17  | 土屋貴裕   | 大阪教育大学            |              |
| FW  | 20  | 秋月貢     | SOLATIORA WAKAYAMA      | 選手兼コーチ |
| FW  | 22  | 田伏佑規   | 海南高校                |              |
| FW  | 24  | 川嶋元     | 粉河高校                |              |
| FW  | 25  | 西村宣哉   | 和歌山北高校            |              |

## ユニフォーム

### チームカラー
- 青、  黒、  白

### ユニフォームスポンサー
| 掲出箇所 | スポンサー名 | 表記 | 掲出年 | 備考 |
| 胸       | なし         | -    | -      |      |
| 鎖骨     | なし         | -    | -      |      |
| 背中上部 | なし         | -    | -      |      |
| 背中下部 | なし         | -    | -      |      |
| 袖       | なし         | -    | -      |      |
| パンツ   | なし         | -    | -      |      |

### ユニフォームサプライヤー
- PUMA